# Córka Jeftego
Córka Jeftego (hebr. בת יפתח), znana w tradycji chrześcijańskiej również jako Seila - postać biblijna wspomniana w Księdze Sędziów.

## Opis postaci
Sędzia izraelski Jefte ruszając na wyprawę wojenną przeciw Ammonitom, złożył przysięgę Bogu, że jeśli wygra, złoży mu całopalną ofiarę z pierwszej osoby, która wyjdzie mu od progu domu po powrocie. Jefte wygrał wojnę z Ammonitami, gładząc ich na terytoriach rozciągających się od Aroeru do Minnit. Starotestamentowy opis z Księgi Sędziów podaje następujące informacje:

Gdy potem wracał Jefte do Mispa, do swojego domu, oto córka jego wyszła na spotkanie, tańcząc przy dźwiękach bębenków, a było to dziecko jedyne; nie miał prócz niej ani syna, ani córki. Ujrzawszy ją rozdarł swe szaty mówiąc: "Ach córko moja! Wielki ból mi sprawiasz! Tyś też wśród tych, co mnie martwią. Oto bowiem nierozważnie złożyłem Panu ślub, którego nie będę mógł odmienić!" Odpowiedziała mu ona: "Ojcze mój! Skoro ślubowałeś Panu, uczyń ze mną zgodnie z tym, co wyrzekłeś własnymi ustami, skoro Pan pozwolił ci dokonać pomsty na twoich wrogach, Ammonitach! Nadto rzekła do swego ojca: "Pozwól mi uczynić tylko jedno: puść mnie na dwa miesiące, a ja udam się na góry z towarzyszkami moimi, aby opłakać moje dziewictwo". "Idź" - rzekł do niej.

Po dwóch miesiącach spędzonych z przyjaciółkami na opłakiwaniu dziewictwa, córka Jeftego wróciła do ojca, by ten wypełnił przyrzeczenie dane Bogu. Od tego czasu w Izraelu każdego roku na okres czterech dni zbierały się izraelskie dziewczęta by opłakiwać złożoną w ofierze dziewczynę.

## Interpretacje wydarzenia

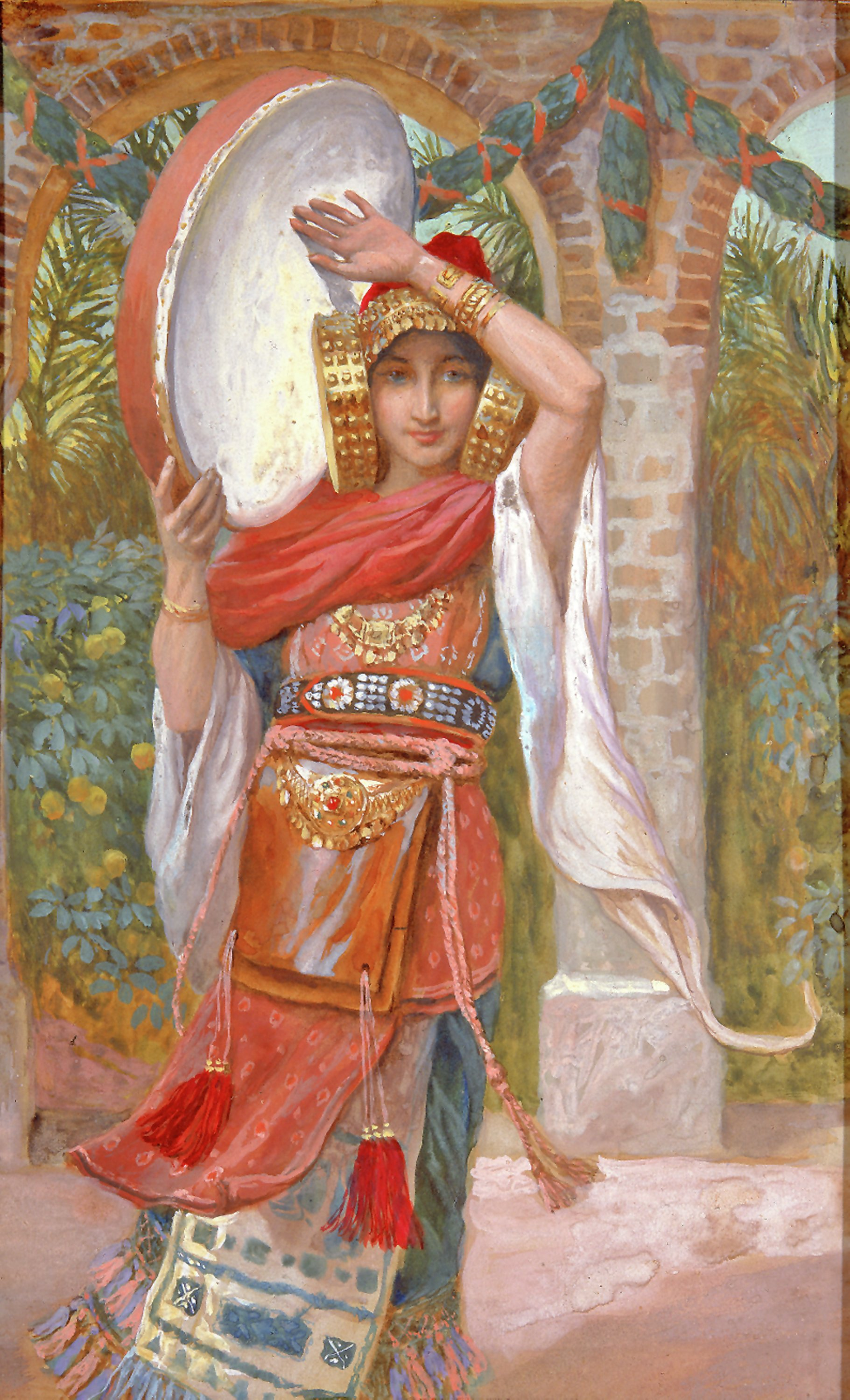
Obraz zatytułowany Córka Jeftego autorstwa francuskiego malarza Jamese'a Tissot.

Biblista Marcin Majewski w audycji Radia Kraków zatytułowanej Na początku było słowo określił podane wyżej wydarzenie jako przesłankę za tym, że w dawnych wiekach starego kultu Jahwe przed powstaniem Drugiej Świątyni Jerozolimskiej, Żydzi składali ofiary z ludzi. Fragment z Księgi Sędziów można odnieść do sceny z Księgi Rodzaju, gdzie Abraham o mało co nie złożył ofiary ze swojego syna Izaaka, co też może sugerować ślady dawnych rytuałów. 
Z kolei tacy badacze jak na przykład luterański teolog Franz Delitzsch, czy średniowieczny rabin Dawid Kimhi byli zdania, iż córka Jeftego nie została wcale złożona w ofierze, lecz została ofiarowana Bogu podobnie jak Samuel, który został po swoich narodzinach ofiarowany w podobny sposób i żył w odosobnieniu. Podobne zdanie mają na ten temat Świadkowie Jehowy. Podstawą do tej interpretacji jest fakt, iż opłakiwanie dziewictwa nie miałoby sensu, gdyby dziewczyna miała niebawem umrzeć.
Żyjący na przełomie XI i XII wieku filozof francuski Piotr Abelard w liście do swojej kochanki Heloizy napisał, że Seila jest doskonałym przykładem zakonnicy, która poświęciła swoje życie Bogu.